# Viorel Talapan
Viorel Talapan, né le 25 février 1972 à Mihai Viteazu, est un rameur roumain.

## Biographie
Viorel Talapan est double médaillé aux Jeux olympiques de 1992, remportant la médaille d'or en Quatre barré et celle de bronze en Huit.
Lors de ses nombreuses participations aux Championnats du monde, il est trois fois champion en Huit (1993, 1994 et 1996) et, en Quatre barré, il est double vice-champion (1993 et 1997) et double médaillé de bronze (1994 et 1998).

## Palmarès

### Jeux olympiques d'été
- Jeux olympiques de 1992 à Barcelone  Espagne
  -  médaille d'or en Quatre barré (Iulica Ruican~Viorel Talapan~Dimitrie Popescu~Dumitru Raducanu~Nicolaie Taga) (Temps : 5 min 59 s 37)
  -  médaille d'argent en Huit (Iulica Ruican~Viorel Talapan~Vasile Nastase~Claudiu Marin~Danut Dobre~Valentin Robu~Vasile Mastacan~Ioan Vizitiu~Marin Gheorghe) (Temps : 5 min 29 s 67)

### Championnats du monde
| Discipline   | Račice 1993 Rép. tchèque | Indianapolis 1994 États-Unis | Motherwell 1996 Écosse | Aiguebelette 1997 France | Saint Catharines 1998 Canada |
| ------------ | ------------------------ | ---------------------------- | ---------------------- | ------------------------ | ---------------------------- |
| Quatre barré | Argent                   | Bronze                       | -                      | Argent                   | Bronze                       |
| Huit         | Or                       | Or                           | Or                     | -                        | -                            |